# Großer Preis von Argentinien 1955
Der Große Preis von Argentinien 1955 (offiziell III Gran Premio de la Republica Argentina) fand am 16. Januar auf dem Autódromo Juan y Oscar Alfredo Gálvez in Buenos Aires statt und war das erste Rennen der Automobil-Weltmeisterschaft 1955.

## Bericht

### Hintergrund
Zum Auftaktrennen der Automobil-Weltmeisterschaft 1955 gingen die vier Topteams Mercedes, Ferrari, Maserati und Lancia an den Start sowie das französische Team Gordini und mit dem Uruguayer Alberto Uria ein Fahrer im privaten Wagen.
Für Mercedes starteten die Fahrer der Vorjahressaison, Weltmeister Juan Manuel Fangio, Karl Kling und Hans Herrmann, ein vierter Wagen kam für Stirling Moss zum Einsatz, der 1954 noch private und Werks-Maserati fuhr. Für Ferrari fuhren wie im Vorjahr Maurice Trintignant und José Froilán González, zusätzlich der Weltmeister von 1950, Giuseppe Farina und Umberto Maglioli. Maserati setzte für das Rennen sieben Wagen ein, der Franzose Jean Behra wechselte von Gordini zum italienischen Topteam. Auch Lancia setzte weiter auf seine Vorjahresfahrer Alberto Ascari und Luigi Villoresi; neu im Team und in der Formel 1 debütierte der Italiener Eugenio Castellotti. Gordini startete mit dem neuen französischen Stammfahrer Élie Bayol und Pablo Birger sowie Jesús Iglesias. Für beide argentinischen Fahrer war dies das letzte Rennen ihrer Formel-1-Karrieren. Ebenfalls war dieser Grand Prix der letzte für einen weiteren argentinischen Fahrer, Clemar Bucci, der für Maserati am Rennen teilnahm.
Am Rennwochenende war es extrem heiß; im Rennen betrug die Temperatur im Schatten 37 °C, die Asphalttemperatur lag ungefähr bei 50 °C. Dies bedeutete nicht nur eine sehr hohe Belastung für die Wagen, sondern auch für die Fahrer. Trinkflaschen im Cockpit gab es damals noch nicht, sodass die Fahrer gezwungen waren, vor dem Rennen viel Wasser zu trinken und im Rennen Boxenstopps für Flüssigkeitszunahme einzulegen, um nicht zu dehydrieren. Während viele Fahrer vor dem Rennen große Mengen Wasser tranken, verfolgte Fangio eine andere Taktik. Als Vorbereitung auf das Rennen trainierte er es, mit nur wenig Flüssigkeit am Tag auszukommen. Diese „Kamel-Taktik“ zahlte sich für ihn aus. Er und sein Landsmann Roberto Mieres waren die einzigen beiden, die die ganze Renndistanz durchhielten, ohne das Cockpit zu tauschen. Das Rennen war somit geprägt von vielen Fahrerwechseln der einzelnen Wagen und einer hohen Ausfallquote, bedingt durch die sehr hohen Temperaturen und die Dehydrierung aller am Rennen teilnehmenden Fahrer. 1955 waren Fahrerwechsel im Rennen noch erlaubt, jedoch wurde von dieser Regelauslegung so oft Gebrauch gemacht, dass bis zu drei Fahrer in einem Wagen fuhren und dass Trintignant und Farina zwei Podiumsplätze innehielten. Insgesamt waren 16 Fahrerwechsel bei diesem Grand Prix zu verzeichnen. Das Rennen war wahrscheinlich das heißeste Formel-1-Rennen aller Zeiten, lediglich beim Großen Preis der USA 1984 und beim Großen Preis von Bahrain 2005 wurden ähnliche Temperaturen gemessen. Das nächste Rennen fand erst Monate später statt, sodass alle Fahrer sich von den Strapazen des Argentinien-Grand-Prix erholten und ohne gesundheitlichen Problemen die nächsten Rennen bestreiten konnten.
Mit Ascari und Fangio (jeweils einmal) traten alle ehemaligen Sieger zu diesem Grand Prix an.

### Training
In der Automobil-Weltmeisterschaft 1954 war der Kampf um die Pole-Position meist ein Duell zwischen Mercedes und Ferrari, das Fangio im Mercedes oft für sich entschied. Im Training zum Großen Preis von Argentinien waren die vier Top Teams jedoch gleichauf und jeweils ein Fahrer dieser Teams qualifizierte sich für die erste Startreihe in einem Zeitfenster von einer halben Sekunde. Die schnellste Runde fuhr dabei Ferraripilot González, der sich damit die dritte und letzte Pole-Position seiner Karriere sicherte. Neben ihm auf Platz zwei startete Ascari im Lancia, auf Platz drei amtierender Weltmeister Fangio im Mercedes und auf Platz vier Behra im Maserati. Farina ging von Platz fünf ins Rennen, Moss erlangte einen enttäuschenden achten Startplatz. Trintignant, der im Vorjahr noch Platz vier in der Fahrerwertung belegte, ging von Startposition 14 ins Rennen. Der beste Gordini-Fahrer war Birger mit der neuntbessten Trainingszeit. Gestartet wurde im 4-3-4-3-4-3 System.

### Rennen
Den besten Start hatte Fangio, der in Führung ging. Hinter seinem Mercedes lagen nach dem Start Ascari im Lancia, Moss im zweiten Mercedes und die beiden Ferrarifahrer González und Farina. Ascari überholte anschließend Fangio, verlor danach aber die Führung an González, der in der ersten Rennrunde erst mehrere Plätze verlor, sich dann aber schnell wieder an die Spitze kämpfte. Mit Birger und Carlos Menditéguy schieden zwei Argentinier in der ersten Rennrunde durch Unfälle aus.
Eine Runde später verunfallten Kling und Behra, und Villoresi musste seinen Lancia erneut wegen technischen Problemen früh im Rennen abstellen. Nach Birgers Unfall schied in Runde sieben der zweite von drei Gordini-Wagen aus. Villoresi konnte jedoch wieder in das Rennen eingreifen, da sein Teamkollege Castellotti in Runde 20 angewiesen wurde, ihm seinen Wagen zu überlassen. Dies war der erste von insgesamt 16 Fahrerwechseln; die Hitze begann nun den Rennverlauf entschieden zu beeinflussen. Villoresis Teamkollege Ascari verunfallte eine Runde später, sodass Lancia nur noch einen Wagen im Rennen hatte. In Runde 22 blieb Uria mit seinem privaten Maserati stehen, weil ihm der Treibstoff ausging. In Runde 29 stellte Moss seinen Wagen wegen technischer Probleme ab und übernahm den Mercedes von Herrmann.
Die folgende Rennphase war bestimmt von Fahrerwechseln, bedingt durch die beginnende Dehydration. Mantovani brauchte eine Erholungspause und übergab seinen Maserati an Behra, in Runde 26 übergab Bucci seinen Maserati an Menditeguy. In Runde 35 verunfallte Villoresi, sodass alle Lancias auch im zweiten Rennen des Teams ausgeschieden waren.
Die große Hitze schädigte währenddessen nicht nur die Fahrer, sondern beanspruchte die Wagen auch sehr stark. Trintignant stellte seinen Ferrari mit Motorschaden ab, Iglesias den letzten verbliebenen Gordini wegen eines Getriebeschadens. Behra gab in den nächsten Runden den Maserati wieder an Mantovani zurück, erholte sich von der Hitze und übernahm einige Runden später den Wagen von Harry Schell. Mit diesem fuhr er das Rennen dann zu Ende und verpasste mit Platz sechs knapp die Punkteränge.
Das Chaos in der Boxengasse vergrößerte sich zunehmend, Musso und Mantovani tauschten untereinander ihre Wagen aus, Menditeguy gab seinen Wagen an Schell weiter. Daraufhin nahm sich Maglioli eine kurze Pause und ließ Trintignant ein paar Runden seinen Wagen weiterfahren. Nach der Pause erreichte Maglioli ohne weiteren Stopp und Fahrertausch das Ziel und den dritten Platz. Dieser Podestplatz teilte er sich mit Trintignant und Farina, die den Wagen ebenfalls im Rennen eine Zeit lang steuerten. In Runde 54 gab es zwei weitere hitzebedingte Ausfälle, Musso und Schell waren gezwungen ihre Wagen abzustellen. Unterdessen legte Moss eine kurze Pause ein, um sich zu erholen. Sanitäter wollten ihn behandeln, da sie einen Hitzschlag bei ihm befürchteten. Moss war aber lediglich dehydriert und konnte das Rennen zunächst fortsetzen, gab in Runde 64 aber trotzdem auf und überließ seinen Mercedes Kling. Dieser beendete das Rennen auf Platz vier. Mantovani gab das Rennen ebenfalls auf und überließ bis zum Rennende Schell das Steuer seines Maseratis.
Die meisten Fahrerwechsel fanden bei González’ Ferrari statt. Zu Beginn des Rennens in Führung liegend, übergab er den Wagen an Farina. Nach dem anschließenden Fahrerwechsel steuerte Trintignant den Wagen, bevor der Ferrari schließlich wieder von González gefahren wurde. Bei diesem Fahrerwechsel stand der Wagen ohne technische Schwierigkeiten für mehrere Runden an der Box, allerdings fand das Ferrari-Team keinen Fahrer, der in der Lage war, den Wagen zu fahren. Als González sich gesund genug fühlte, das Rennen wieder aufzunehmen, war er in der Lage auf den führenden Fangio aufzuholen. González erreichte aber ebenfalls das Ziel nicht, er beschädigte den Wagen bei einem Unfall und gab ihn zurück an Farina, der den Ferrari noch auf Platz zwei ins Ziel fuhr, nach fünf Fahrerwechseln auf diesem Wagen. Damit erreichten sowohl Farina als auch Trintignant die Plätze zwei und drei, da sie mit beiden für das Podium platzierten Ferraris mindestens einmal gefahren waren.
Fangio gewann das chaotische Rennen überlegen, da er keine größeren Erholungspausen benötigte. Nur Roberto Mieres fuhr das Rennen ebenfalls ohne Fahrertausch durch und erreichte mit Position fünf einen Rang in den Punkten. Auf Fangio hatte er dabei fünf Runden Rückstand. Fangio war nach dem Rennen stark dehydriert und zog sich Verbrennungen am Bein zu. Er benötigte drei Monate, um sich von dieser Verletzung zu erholen; die Narbe der Verbrennung war noch Jahrzehnte nach diesem Rennen sichtbar. Fangio gewann zum zweiten Mal in Folge das argentinische Heimrennen und baute diese Serie in den folgenden Jahren auf vier Siege beim Großen Preis von Argentinien in Folge aus. Mercedes gewann erneut ein Rennen und setzte die Dominanz des Vorjahres fort. Durch die vielen Wechsel verhinderten es alle Fahrer, im Cockpit zu kollabieren, lediglich Castellotti musste wegen eines Hitzschlags medizinisch behandelt werden.
Fangio ging in der Fahrerwertung deutlich in Führung, da er für den Rennsieg acht Punkte und für die schnellste Rennrunde einen weiteren Punkt erhielt. Somit führte mit neun Punkten vor Farina und Trintignant mit jeweils 3,33 Punkten. Kein anderer Fahrer erzielte mehr als zwei Punkte für eine einzelne Platzierung in diesem Rennen, da die Punkte der Plätze zwei bis vier unter jeweils drei Fahrern aufgeteilt wurden. Allerdings konnten Farina und Trintignant doppelt punkten, da sie jeweils Zweiter und Dritter waren. Mieres, der ohne Fahrerwechsel das Ziel erreichte, erhielt mit Platz fünf zwei Punkte, genau so viele wie die Zweitplatzierten und mehr als die Dritt- und Viertplatzierten. Insgesamt erhielten neun verschiedene Fahrer Punkte in diesem Rennen.

## Meldeliste
| Team                      | Nr. | Fahrer                | Chassis                               | Motor                | Reifen |
| ------------------------- | --- | --------------------- | ------------------------------------- | -------------------- | ------ |
| Daimler-Benz AG           | 02  | Juan Manuel Fangio    | Mercedes-Benz W 196                   | Mercedes-Benz 2.5 L8 | C      |
| Daimler-Benz AG           | 04  | Karl Kling            | Mercedes-Benz W 196                   | Mercedes-Benz 2.5 L8 | C      |
| Daimler-Benz AG           | 06  | Stirling Moss         | Mercedes-Benz W 196                   | Mercedes-Benz 2.5 L8 | C      |
| Daimler-Benz AG           | 08  | Hans Herrmann         | Mercedes-Benz W 196                   | Mercedes-Benz 2.5 L8 | C      |
| Daimler-Benz AG           | 08  | Karl Kling            | Mercedes-Benz W 196                   | Mercedes-Benz 2.5 L8 | C      |
| Daimler-Benz AG           | 08  | Stirling Moss         | Mercedes-Benz W 196                   | Mercedes-Benz 2.5 L8 | C      |
| Scuderia Ferrari          | 10  | Umberto Maglioli      | Ferrari 625F1/Ferrari 555 Supersqualo | Ferrari 2.5 L4       | E      |
| Scuderia Ferrari          | 10  | Giuseppe Farina       | Ferrari 625F1/Ferrari 555 Supersqualo | Ferrari 2.5 L4       | E      |
| Scuderia Ferrari          | 10  | Maurice Trintignant   | Ferrari 625F1/Ferrari 555 Supersqualo | Ferrari 2.5 L4       | E      |
| Scuderia Ferrari          | 12  | José Froilán González | Ferrari 625F1                         | Ferrari 2.5 L4       | E      |
| Scuderia Ferrari          | 12  | Giuseppe Farina       | Ferrari 625F1                         | Ferrari 2.5 L4       | E      |
| Scuderia Ferrari          | 12  | Maurice Trintignant   | Ferrari 625F1                         | Ferrari 2.5 L4       | E      |
| Scuderia Ferrari          | 14  | Maurice Trintignant   | Ferrari 625F1/Ferrari 555 Supersqualo | Ferrari 2.5 L4       | E      |
| Officine Alfieri Maserati | 16  | Jean Behra            | Maserati 250F                         | Maserati 2.5 L6      | E      |
| Officine Alfieri Maserati | 18  | Roberto Mieres        | Maserati 250F                         | Maserati 2.5 L6      | P      |
| Officine Alfieri Maserati | 20  | Luigi Musso           | Maserati 250F                         | Maserati 2.5 L6      | P      |
| Officine Alfieri Maserati | 20  | Harry Schell          | Maserati 250F                         | Maserati 2.5 L6      | P      |
| Officine Alfieri Maserati | 22  | Sergio Mantovani      | Maserati 250F                         | Maserati 2.5 L6      | P      |
| Officine Alfieri Maserati | 22  | Luigi Musso           | Maserati 250F                         | Maserati 2.5 L6      | P      |
| Officine Alfieri Maserati | 22  | Jean Behra            | Maserati 250F                         | Maserati 2.5 L6      | P      |
| Officine Alfieri Maserati | 24  | Carlos Menditéguy     | Maserati 250F                         | Maserati 2.5 L6      | P      |
| Officine Alfieri Maserati | 26  | Clemar Bucci          | Maserati 250F                         | Maserati 2.5 L6      | P      |
| Officine Alfieri Maserati | 26  | Carlos Menditeguy     | Maserati 250F                         | Maserati 2.5 L6      | P      |
| Officine Alfieri Maserati | 26  | Harry Schell          | Maserati 250F                         | Maserati 2.5 L6      | P      |
| Officine Alfieri Maserati | 28  | Harry Schell          | Maserati 250F                         | Maserati 2.5 L6      | P      |
| Alberto Uria              | 30  | Alberto Uria          | Maserati A6GCM/Maserati 250F          | Maserati 2.5 L6      |        |
| Scuderia Lancia           | 32  | Alberto Ascari        | Lancia D50                            | Lancia 2.5 V8        | P      |
| Scuderia Lancia           | 34  | Luigi Villoresi       | Lancia D50                            | Lancia 2.5 V8        | P      |
| Scuderia Lancia           | 36  | Eugenio Castellotti   | Lancia D50                            | Lancia 2.5 V8        | P      |
| Scuderia Lancia           | 36  | Luigi Villoresi       | Lancia D50                            | Lancia 2.5 V8        | P      |
| Equipe Gordini            | 38  | Élie Bayol            | Gordini Type 16                       | Gordini 2.5 L6       | E      |
| Equipe Gordini            | 40  | Pablo Birger          | Gordini Type 16                       | Gordini 2.0 L6       | E      |
| Equipe Gordini            | 42  | Jésus Iglesias        | Gordini Type 16                       | Gordini 2.5 L6       | E      |

Anmerkungen
1. 1 2 3  Herrmann fuhr den Mercedes mit der Nummer 8 in den Trainingssitzungen und startete damit das Rennen. Kling und Moss übernahmen das Fahrzeug während des Rennens.
2. 1 2 3  Maglioli und Farina fuhren den Ferrari mit der Nummer 10 in den Trainingssitzungen und starteten damit das Rennen. Trintignant übernahm das Fahrzeug während des Rennens.
3. 1 2 3  González fuhr den Ferrari mit der Nummer 12 in den Trainingssitzungen und startete damit das Rennen. Farina und Trintignant übernahmen das Fahrzeug während des Rennens.
4. 1 2  Musso fuhr den Maserati mit der Nummer 20 in den Trainingssitzungen und startete damit das Rennen. Schell übernahm das Fahrzeug während des Rennens.
5. 1 2 3  Mantovani fuhr den Maserati mit der Nummer 22 in den Trainingssitzungen und startete damit das Rennen. Musso und Behra übernahmen das Fahrzeug während des Rennens.
6. 1 2 3  Bucci fuhr den Maserati mit der Nummer 26 in den Trainingssitzungen und startete damit das Rennen. Menditeguy und Schell übernahmen das Fahrzeug während des Rennens.
7. 1 2  Castellotti fuhr den Lancia mit der Nummer 36 in den Trainingssitzungen und startete damit das Rennen. Villoresi übernahm das Fahrzeug während des Rennens.

## Klassifikationen

### Qualifying
| Pos. | Fahrer                | Konstrukteur | Zeit   | Start |
| ---- | --------------------- | ------------ | ------ | ----- |
| 01   | José Froilán González | Ferrari      | 1:43,1 | 01    |
| 02   | Alberto Ascari        | Lancia       | 1:43,6 | 02    |
| 03   | Juan Manuel Fangio    | Mercedes     | 1:43,6 | 03    |
| 04   | Jean Behra            | Maserati     | 1:43,8 | 04    |
| 05   | Giuseppe Farina       | Ferrari      | 1:43,8 | 05    |
| 06   | Karl Kling            | Mercedes     | 1:44,1 | 06    |
| 07   | Harry Schell          | Maserati     | 1:44,3 | 07    |
| 08   | Stirling Moss         | Mercedes     | 1:44,4 | 08    |
| 09   | Pablo Birger          | Gordini      | 1:44,8 | 09    |
| 10   | Hans Herrmann         | Mercedes     | 1:44,8 | 10    |
| 11   | Luigi Villoresi       | Lancia       | 1:45,2 | 11    |
| 12   | Eugenio Castellotti   | Lancia       | 1:45,3 | 12    |
| 13   | Carlos Menditéguy     | Maserati     | 1:45,4 | 13    |
| 14   | Maurice Trintignant   | Ferrari      | 1:45,8 | 14    |
| 15   | Élie Bayol            | Gordini      | 1:46,1 | 15    |
| 16   | Roberto Mieres        | Maserati     | 1:46,3 | 16    |
| 17   | Jésus Iglesias        | Gordini      | 1:46,4 | 17    |
| 18   | Luigi Musso           | Maserati     | 1:46,5 | 18    |
| 19   | Sergio Mantovani      | Maserati     | 1:47,6 | 19    |
| 20   | Clemar Bucci          | Maserati     | 1:48,8 | 20    |
| 21   | Alberto Uria          | Maserati     | 1:51,2 | 21    |

### Rennen
| Pos. | Fahrer                                                    | Konstrukteur | Runden | Stopps | Zeit        | Start | Schnellste Runde |
| ---- | --------------------------------------------------------- | ------------ | ------ | ------ | ----------- | ----- | ---------------- |
| 01   | Juan Manuel Fangio                                        | Mercedes     | 96     |        | 3:00:38,6   | 03    | 1:48,3 (45.)     |
| 02   | José Froilán González Giuseppe Farina Maurice Trintignant | Ferrari      | 96     |        | + 1:29,6    | 01    |                  |
| 03   | Giuseppe Farina Umberto Maglioli Maurice Trintignant      | Ferrari      | 94     |        | + 2 Runden  | 05    |                  |
| 04   | Hans Herrmann Stirling Moss Karl Kling                    | Mercedes     | 94     |        | + 2 Runden  | 10    |                  |
| 05   | Roberto Mieres                                            | Maserati     | 91     |        | + 5 Runden  | 16    |                  |
| 06   | Harry Schell Jean Behra                                   | Maserati     | 88     |        | + 8 Runden  | 07    |                  |
| 07   | Luigi Musso Sergio Mantovani Harry Schell                 | Maserati     | 83     |        | + 13 Runden | 18    |                  |
| –    | Sergio Mantovani Jean Behra Luigi Musso                   | Maserati     | 55     |        | DNF         | 19    |                  |
| –    | Clemar Bucci Harry Schell Carlos Menditéguy               | Maserati     | 54     |        | DNF         | 20    |                  |
| –    | Jésus Iglesias                                            | Gordini      | 38     |        | DNF         | 17    |                  |
| –    | Maurice Trintignant                                       | Ferrari      | 36     |        | DNF         | 14    |                  |
| –    | Eugenio Castellotti Luigi Villoresi                       | Lancia       | 35     |        | DNF         | 12    |                  |
| –    | Stirling Moss                                             | Mercedes     | 29     |        | DNF         | 08    |                  |
| –    | Alberto Uria                                              | Maserati     | 22     |        | DNF         | 21    |                  |
| –    | Alberto Ascari                                            | Lancia       | 21     |        | DNF         | 02    |                  |
| –    | Élie Bayol                                                | Gordini      | 7      |        | DNF         | 15    |                  |
| –    | Jean Behra                                                | Maserati     | 1      |        | DNF         | 04    |                  |
| –    | Karl Kling                                                | Mercedes     | 1      |        | DNF         | 06    |                  |
| –    | Luigi Villoresi                                           | Lancia       | 1      |        | DNF         | 11    |                  |
| –    | Pablo Birger                                              | Gordini      | 1      |        | DNF         | 09    |                  |
| –    | Carlos Menditéguy                                         | Maserati     | 1      |        | DNF         | 13    |                  |

## WM-Stand nach dem Rennen
Die ersten fünf bekamen 8, 6, 4, 3 bzw. 2 Punkte; einen Punkt gab es für die schnellste Runde. Es zählten nur die fünf besten Ergebnisse aus sieben Rennen.

### Fahrerwertung
| Pos. | Fahrer                | Konstrukteur | Punkte |
| ---- | --------------------- | ------------ | ------ |
| 01   | Juan Manuel Fangio    | Mercedes     | 9      |
| 02   | Maurice Trintignant   | Ferrari      | 3,3    |
| 03   | Giuseppe Farina       | Ferrari      | 3,3    |
| 04   | Roberto Mieres        | Maserati     | 2      |
| 05   | José Froilán González | Ferrari      | 2      |
| 06   | Umberto Maglioli      | Ferrari      | 1,3    |
| 07   | Stirling Moss         | Mercedes     | 1      |
| 08   | Hans Herrmann         | Mercedes     | 1      |
| 09   | Karl Kling            | Mercedes     | 1      |
| 10   | Harry Schell          | Maserati     | 0      |
| 11   | Jean Behra            | Maserati     | 0      |

| Pos. | Fahrer              | Konstrukteur | Punkte |
| ---- | ------------------- | ------------ | ------ |
| 12   | Luigi Musso         | Maserati     | 0      |
| 13   | Sergio Mantovani    | Maserati     | 0      |
| –    | Clemar Bucci        | Maserati     | 0      |
| –    | Carlos Menditéguy   | Maserati     | 0      |
| –    | Jésus Iglesias      | Gordini      | 0      |
| –    | Eugenio Castellotti | Lancia       | 0      |
| –    | Luigi Villoresi     | Lancia       | 0      |
| –    | Alberto Uria        | Maserati     | 0      |
| –    | Alberto Ascari      | Lancia       | 0      |
| –    | Élie Bayol          | Gordini      | 0      |
| –    | Pablo Birger        | Gordini      | 0      |